# Csepel D-566
Csepel D-566 – węgierski samochód ciężarowy. Był produkowany od lat 70. Był to trójosiowy pojazd z napędem na wszystkie koła. Csepel D-566 był napędzany sześciocylindrowym silnikiem wysokoprężnym Raba-Man D-61433 o mocy 200 kW przy 2200 obr./min.

## Dane taktyczno-techniczne
- Masa:
  - własna: 9000 kg
  - całkowita: 14 000 kg
- Prześwit: 0,575 m
- Rozstaw kół: 2,05 m
- Rozstaw osi: 2,9;1,4 m
- Prędkość maksymalna: 80 km/h
- Głębokość brodzenia: 1,2 m
- Ogumienie: 14.0x20